# Chiesa di Sant'Alfonso Maria De' Liguori
La Chiesa di Sant'Alfonso Maria De' Liguori è un edificio di culto cattolico nella città di Torino. Si trova nel sotto-quartiere Campidoglio, in quartiere San Donato, appena fuori dal Borgo Vecchio (Museo di Arte Urbana) del primo.

## Storia

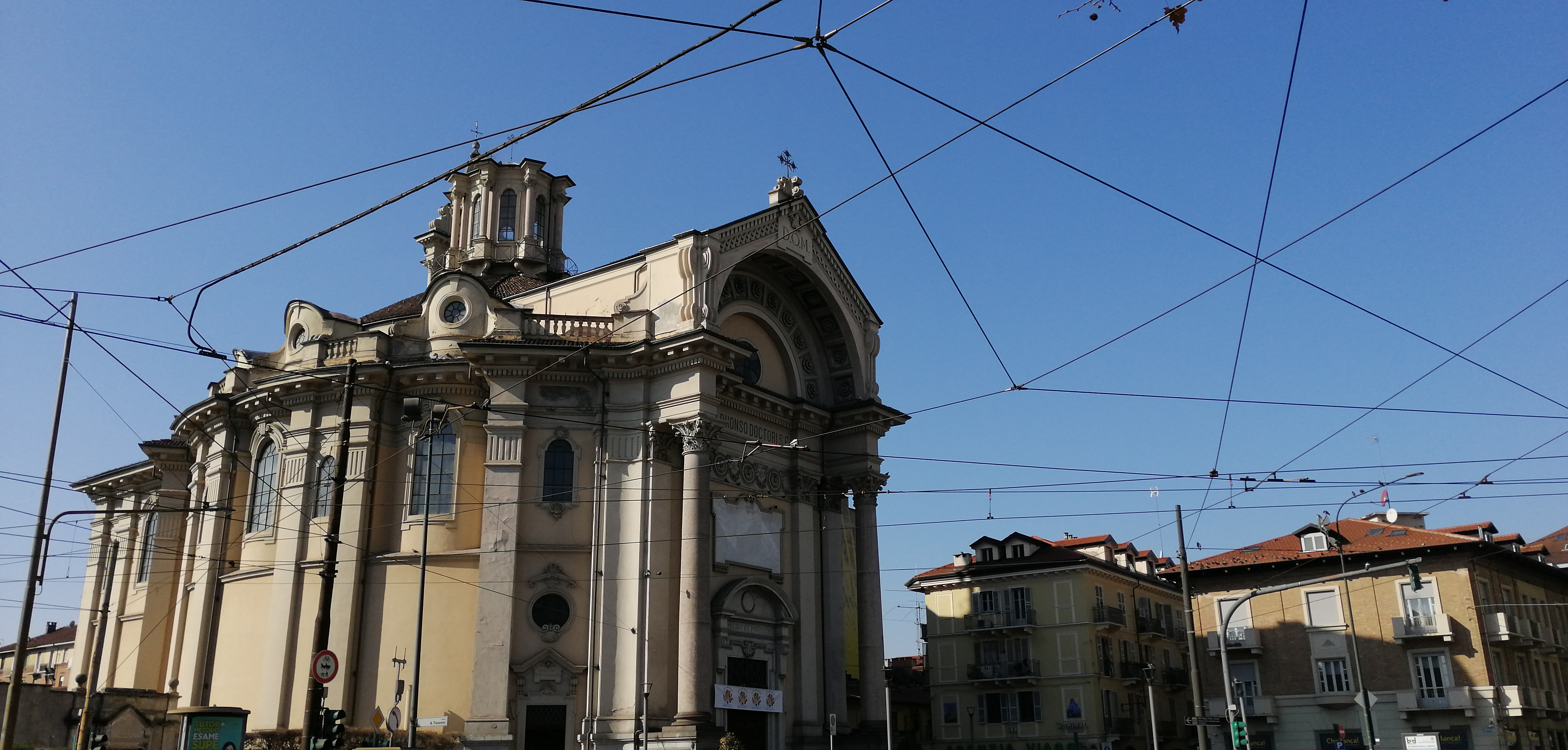
La chiesa vista dal fronte dell'Ospedale Maria Vittoria

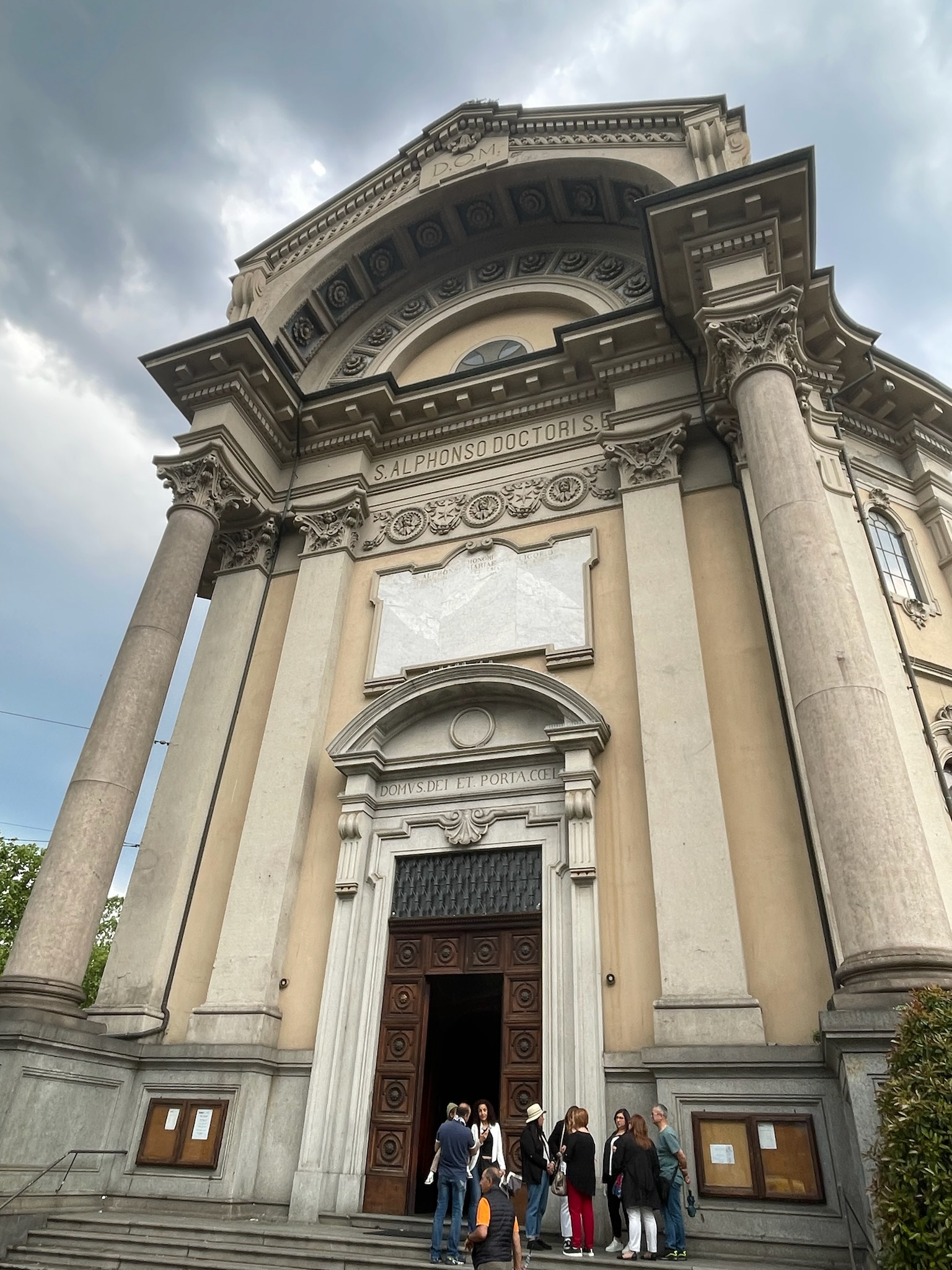
Vista della facciata

La chiesa, voluta dalla popolazione in aumento del borgo (la quale desiderava una parrocchia di riferimento) e dal teologo Domenico Bongioanni discepolo di don Bosco (che aveva intenzione di costruire un luogo di culto dedicato a sant'Alfonso), fu progettata dal 1893 al 1896 per mano di Giuseppe Gallo, costruita dal 1896 al 1899 e inaugurata il 26 novembre 1899 alla presenza dell'arcivescovo Richelmy.
Nel 1903-1904 venne decorato il corpo centrale, nel 1960-1962 venne ampliato, e nel 1966 restaurato.
Il 13 luglio 1943 l'edificio fu coinvolto nei bombardamenti cittadini.
Nel 1998 venne restaurato l'intero bene. Nell'ottobre di quell'anno, l'allora cardinale-arcivescovo di Torino Giovanni Saldarini consacrò il nuovo altare in marmo e, con esso, l'intera costruzione; nel novembre dell'anno successivo, il successore Severino Poletto chiuse le celebrazioni del centenario dalla benedizione di Richelmy.
Nel 2010 fu ristrutturata la cupola.

## Descrizione
Il sagrato, asimmetrico, presenta tre ingressi. La facciata, in apparecchio murario rivestito da intonaco nocciola chiaro su cui si inseriscono parti lapidee, è disposta in ordine gigante a coppie di lesene, sovrastata da un importante arco su colonne corinzie.
La pianta interna, ellittica, è caratterizzata da sei cappelle laterali (collegate per mezzo di arcate a tutto sesto), un'abside profonda, e una volta a grandi fasce con fregi di stucco che convergono verso la lanterna.
L'altare maggiore fu disegnato dallo stesso Giuseppe Gallo.
È presente una Via Crucis dipinta da Luigi Morgari nel 1935.